# Slunečná brána
Slunečná brána je název pro mohutné skalní okno nalézající se nad údolím v úbočí Kamenského vrchu (432 m) u obce Kámen, asi 4 km severovýchodně od okresního města Děčín v Ústeckém kraji.

## Dostupnost
Skalní okno bylo v minulosti zpřístupněno a opatřeno zábradlím a lavičkou a umožňovalo pěkné výhledy do údolí. V současnosti je však okno již zarostlé okolním vzrostlým lesem a výhledy nejsou již skoro žádné. V těsné blízkosti skalního okna se nalézá miniaturní skalní město částečně zpřístupněné odbočkou z turistické značky.
Slunečná brána je pro pěší turisty přístupná po zelené turistické značce vedoucí z Děčína do Bynovce.
Motorizovaní turisté mohou zanechat automobil na parkovišti v Bynovci a projít si okruh o délce cca 10 km z Bynovce nejprve po zelené značce přes Slunečnou Bránu do Děčína a vrátit se zpět po červené značce nejprve přes Císařskou vyhlídku na Stoličné hoře a poté přes Růžovou vyhlídku na rozcestí turistických značek ze kterého se vrátí po zelené značce zpět do Bynovce.

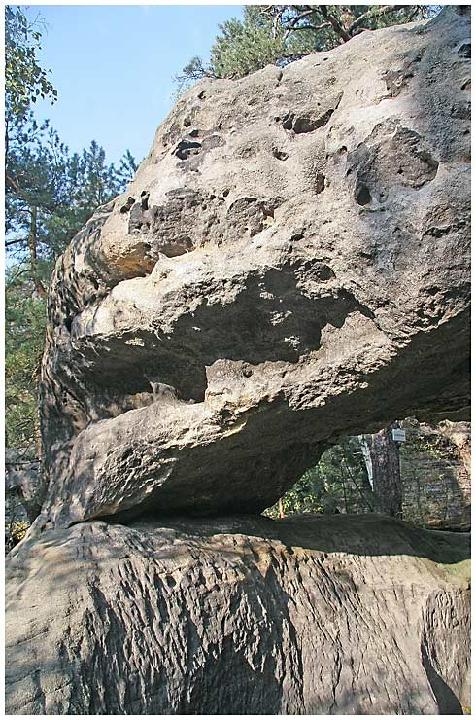
Skalní okno Slunečná brána na úbočí Kamenského vrchu
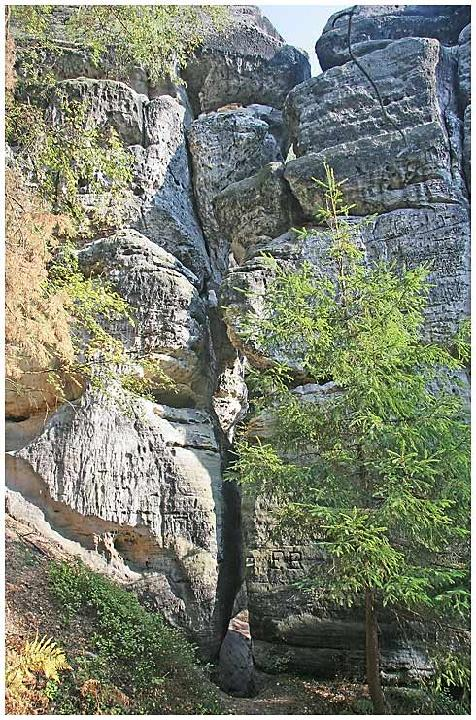
Myší díra ve skalním městě u Slunečné brány